# Pero ogmopaea
Pero ogmopaea là một loài bướm đêm trong họ Geometridae.